# モヒカン族 (ネット用語)
モヒカン族（モヒカンぞく）は、インターネット上の議論における論客の一類型を表すインターネットスラング。
モヒカン族についての観察と考察は主にはてなグループ上のmohicanグループで展開され、自由国民社『現代用語の基礎知識2006』の「はてなダイアリーキーワード100」にも選ばれた。

## 特徴
モヒカン族の類型は、インターネットあるいは他のコンピュータネットワークの古い利用者の文化に似る。はてなグループ mohicanにおけるモヒカン族宣言などによると、以下のような特徴を持つ。
- 技術的知識に優れ、それらの知識を当然の物として扱いがち。
- 情緒的なやりとりよりは情報の交換を重視する。
  - 社交辞令を入れず端的に論点を述べることが望ましいと考える。
  - ミスを指摘すること、ミスを指摘されることは悪意的なことや失礼なことではなく、間違った情報を訂正する大切な行為であると考える[1]。
  - 間違った情報を発した者には、即座に率直に真摯に訂正する習慣を身につけさせようとする。これは相手を「育てる」ことであると考えている。
- 情報に独自の解釈を加えて伝達するがごとき行為を伝言ゲームと解釈し、一律に嫌悪する。
  - 発言内容こそが重要であり、発言した人物は重要ではない。
  - 正しい情報に対して尊重する態度を持つべきである。
  - 発言した人物によって受け取り方が変わるような情報であれば、その情報にはそもそも価値がない。

モヒカン族が情報の交換としての対話を重視するあまり、対話を通じて相手が感情的になる可能性を軽視すること、また間違いは積極的に訂正しようとする習慣はしばしば揉め事につながる。モヒカン族は対話の相手に対して、当たり障りのない言い回しではなく端的な指摘をする。また相手の論に間違いがあると考えればそれを1つ1つ確実に指摘しようとする。
このような執拗な指摘は、非モヒカン的な感性においては論ではなく人格に対する攻撃であると感じられることがある。そのような感性の持ち主がモヒカン族と出会うと、人格を非難する目的がなければもう少し感情を斟酌してくれるであろうと期待し、その期待を裏切られることでモヒカン族の側に悪意を見出す。その結果として感情的な不毛な論争をもたらしがちなのである。
また、他の人よりも言葉を重視し、敢えて行間を読まずに書かれていることによってのみ相手の主張を読む、という行動様式が、揚げ足をとっているように錯覚されることも多い。往々にしてモヒカン族の多くは揚げ足を取ることを目的としておらず、モヒカン族とそうでない者の衝突は、相互が相手のレベルに自分の行動様式をあわせるということをしていないだけと考えられる。

## 語源
この言葉の語源はアメリカ州の先住民族であるモヒカン族ではなく、漫画『北斗の拳』に登場するモヒカン刈りの雑魚キャラである。サザンクロス・シティにおいてこれらのキャラクターが集団で老人を取り囲んで難癖を付けながら種もみを奪おうとする場面は、『北斗の拳』の読者にはよく知られている。
これらのキャラクターを最初にこの記事でいうところのモヒカン族に結びつけたのは『otsune』というハンドルをもつ人物であった。
インターネット上では、歴史的にモヒカン的な感性を持った論客が少なくない。otsuneは「void GraphicWizardsLair( void ); // - 「ネットのお宅くんたちの理屈は気持ち悪いので聞き入れるつもりは有りません」というありがちな遮断」において、論を容赦なく批判されることを即座に人格への非難と捉えるような感性のままにインターネットで持論を展開する危うさを、ハンドアックスを持ったモヒカン刈りのキャラクターに襲われかねないサザンクロス・シティになぞらえた。

## 背景
インターネット黎明期のグループコミュニケーションの一般的な手段は、WWWではなくNetNewsであった。日本語のNewsGroupであるfj.*等においては、WWW文化の発展に先立ってコミュニケーションが活発に行われていた。ここで支配的だったコミュニケーション様式が、ここでモヒカン族と言われる様式の祖先であると考えられる。
インターネット初期の発展は、論文や学会発表などといったアカデミックな領域の活動と密接に関連していた。アカデミックな活動においては言葉と論理が全てであり、学術を職業としている人間にとっては論旨の揺れや言葉の用法の間違いなどがあれば指摘するのが常識であり、指摘されたら誤りを認め素直に受け入れることを当然とする文化が存在する。異なる主張を戦わせることは、こういった学術の徒にとっては共通の真理に辿りつくための道程であり、日常である。
一方で、日本の一般社会では論旨に揺れが生じたまま会話が進行することや、意思の疎通ができれば言葉の用法の間違いが寛容に受け入れられることがしばしばある。特に、共通の話題について盛り上がっている時に論理の不整合や言葉の誤用を指摘することは、「無粋」、「話の腰を折る」、「場の空気が読めない」などと批判されることが一般的である。また、場の空気を読んだ上で敢えて論理の不整合や誤用を指摘することも起こるが、これはアカデミックな社会とは異なり、故意に話の腰を折ることで悪意を持って相手を攻撃する手段として用いられ、またそのように受け取られることが多い。
モヒカン族と言われる人々の言動は普段は大学や学会の場に閉じていて、その文脈で理解されるため一般の人々を驚かせることは少ない。しかし、インターネットに参加する人々の層が多様になるにつれ、上記に見るようなコミュニケーション様式の違いから衝突が発生し、しばしば「攻撃された」と感じる人々を生産している。

## モヒカン族に関する考察
はてなグループ mohicanにおけるモヒカン族に対する考察は、以下に見るさまざまな知見や独特の用語を産み出した。

### モヒカン宣言
- 掟
  1. どんな努力をしても絶対に覆せない事柄を根拠にするな。「差別」という外道に堕ちる。
- 宣言
  1. 発言者の社会的地位を気にせず、言説だけに注目する
  2. 事実のやりとりに、余計な装飾語はいらない
  3. 間違いは、きちんと認めて修正すればいい
- モヒカン族5つの価値
校正
間違いを訂正してくれる人を我々は尊敬して評価します。よけいな裏読みをして「人格攻撃している」とは思いません。
共有
アイディアに校正の機会を与えることが生みの親の義務です。「理由が無いけど、これはこれでいいんだ」というエレガントではない開き直りはくだらない。
ツッコミビリティ
校正、反論しやすいエレガントな言説が価値ある言説です。その為には、冗長にならない範囲で、ソースと推論過程を明確化し他へ示します。
全体最適化
たくさんの人がハッピーになれるエレガントな方法を見つけた時、我々は最もハッピーになります。
差異
お互いの違いを確認することで、我々はつながります。「自分らにとって良いから他の人にも良いはずだ」とは思いません。

### 偽モヒカン族
モヒカン族であるかのように振る舞っているが、実際には相手を攻撃する意図を持っており、自身が感情的/攻撃的な動機に囚われているという点でモヒカンではない人々。自覚的にモヒカンを演じる人を特に偽モヒカン族、自身ではモヒカン族のつもりであるが無自覚にそこから外れている人のことを似非モヒカン族とも呼ぶ。

### メタモヒカン族
モヒカン族についての観察と考察を行なう人々。
したがって、はてなグループ上のmohicanグループの大多数はモヒカン族ではなくメタモヒカン族と考えるのが妥当である。
観察と議論を好むというメタモヒカン族の性質はモヒカン族と共通する物があり、元モヒカン族である可能性は高い。
しかし、少なくともモヒカン族の観察と考察を行なう過程、またはそれ以前に、モヒカン族の持つ欠点を見抜いておりモヒカン族ではない。場が荒れると知りながら発言するのは偽モヒカン族と呼ばれる荒しである。

### 社会言語学的見地からみたモヒカン族
社会言語学におけるポライトネスという見地から見た場合、モヒカン族と言われる人びとの言語行動は、アーヴィング・ゴッフマンの提唱するfaceという概念における他者のポジティブフェイス（positive face）を脅かすものと考えられる。ゴフマンによれば、人びとは会話をする際（相互作用時）に、一般的には互いのフェイス維持のために努力するとある。アカデミックな文脈において、不整合や間違いを指摘することは必ずしもフェイスを脅かす行為とは受け取られないが、一般社会において、他者の間違いなどをあからさまに指摘することはフェイスを脅かす恐れがある。一般社会における言語行動とモヒカン族と言われる人びとの言語行動のそれぞれに見られるポライトネスストラテジーを比較することで、こうした点が明らかになる可能性がある。